# Choustnik
Die Herren von Choustnik (auch Chousnik; Chusnik, Chustnik, Chaußnik, Chussingk; tschechisch Paní z Choustníka) waren ein böhmisches Adelsgeschlecht. Ihre Mitglieder bekleideten unter den Königen Karl IV. und Wenzel IV. hohe Ämter in Böhmen, der Grafschaft Glatz, in der Oberlausitz und in Schlesien.

## Geschichte
Die Vorfahren der Herren von Choustnik sollen aus dem Elbtal (Polabí) stammen. Ein Mitglied der Familie soll 1158 an der Eroberung Mailands unter Kaiser Friedrich I.  beteiligt gewesen sein und als erster die Mailänder Stadtmauer überwunden haben. Anlässlich der Wappenerteilung wurde deshalb eine Leiter in das Familienwappen aufgenommen.
Erste namentlich bekannte Mitglieder waren Sezima, der in der Schlacht bei Lodenitz fiel, sowie ein Hroznata. Unter Ottokar II. Přemysl mussten sie ihre Besitzungen im Elbetal verlassen. Vermutlich deshalb errichtete Hroznatas Sohn Beneš vor 1282 die namensgebende Burg Choustník in Südböhmen. Sie wurde 1322 von Peter I. von Rosenberg erworben. 
Im Verlauf des 14. Jahrhunderts gelangten die Herren von Choustnik an die Besitzungen Miletín, Dražice, Chotěboř und Gradlitz. Da Gradlitz von 1398 bis 1402 im Besitz des Hermann/Heřman von Choustnik war, wurde es später als «Choustníkovo Hradiště» bezeichnet. Mit Hermanns Bruder Beneš erlosch das Geschlecht der Herren von Choustnik 1410 im Mannesstamm.
Verwandt waren sie mit dem ostböhmischen Adelsgeschlecht Dobruška und Opočno. Der Historiker František Palacký sah sie hingegen als Zweig des Gesamthauses Kaunitz an, der im Gegensatz zu den stammesverwandten Familien Augezdecz, Martinic, Talmberg, Richnowsky von Reichenau, Kaunitz, Stosch und Černčický von Kácov allerdings als einziger durch ein anderes Wappen seine Herkunft verleugnet habe.

## Persönlichkeiten
- Benesch/Benedikt[5] (Beneffius) von Choustnik (Beneš z Choustníka) war 1350–1353 Landvogt von Bautzen, 1353–1358 Landeshauptmann des Glatzer Landes.
- Herrmann von Choustnik (Heřman z Choustníka) war 1398–1402 Oberstkämmerer und 1401–1404 Landvogt von Bautzen. Starb 1404 ohne Nachkommen. Dessen Bruder
- Benesch von Choustnik (auch Benesch von Chusnik[6]; Benessius Chusnik de Hradiscz[7]; Benisch von Chusnik[8], tschechisch Beneš z Choustníka) war 1382–1383 Oberstschreiber, 1389–1403 Landeshauptmann der böhmischen Erbfürstentümer Schweidnitz-Jauer sowie Breslau[9] und zeitweise Besitzer der Burgen Fürstenstein und Greiffenstein. 1409 wurde er zum Oberstmeister der königlichen Kammer befördert. Im selben Jahr wurde er vom König mit einem diplomatischen Auftrag nach Italien entsandt. Verheiratet war er mit einer Schwester des Johann von Dražice, die nach seinem Tod 1410 die hinterlassenen Besitzungen erbte.